# ロバート・ボルト
ロバート・ボルト、CBE（英: Robert Oxton Bolt, CBE、1924年8月15日 - 1995年2月21日）はイギリスの劇作家、脚本家。『アラビアのロレンス』などの映画脚本で主に知られる。

## 来歴
マンチェスターの小さな商店主の家に生まれ、マンチェスター・グラマースクール、マンチェスター大学で学んだ。1943年-1946年の間イギリス空軍で兵役に就き、のち同大学に戻り、さらにエクセター大学で学んだ。1952年-1958年の間、Millfield School (en) で英語と歴史の教鞭をとり、その巧みな授業で名物教師となった。この頃、教員として働くかたわらでラジオドラマを執筆し、さらに舞台エージェント Peggy Ramsay (en) の勧めで舞台演劇の劇作を始めた。1957年の舞台演劇『花咲くチェリー』で一躍イギリス中の注目を浴びた。
1960年代から1970年代にかけ、映画および舞台演劇の脚本を相次いで手がけ、そのいくつかで著名な賞を受けた。1979年に脳卒中の発作から右半身不随となり、その後はリハビリに励みつつ、左手で電動ワードプロセッサを動かし執筆を続けた。1995年、ハンプシャーにて没した。
女優のサラ・マイルズとは2度結婚している。（1967年-1975年、1988年-1995年）

### 受賞歴
- アカデミー脚色賞 - 『ドクトル・ジバゴ』（1965年）、『わが命つきるとも』（1966年）
- 英国アカデミー賞 "Best British Screenplay" (en) - 『アラビアのロレンス』（1962年）、『わが命つきるとも』（1966年）
- 大英帝国勲章（1972年）

## 作品
ボルトの（特に初期の）作品は、前衛的な演劇が流行していた1950年代後半において、伝統的・写実的な手法をとり、それを成功させたことに特徴づけられる。彼の演劇は、人物間の相克とそれによって紡ぎ出される起承転結を明確に描き、自然主義的である。観客に解釈を押し付けるのでなく、自ずと解釈を促すテクニックに彼は長けており、それゆえに彼の作品は広く支持された。
脳卒中に罹る前のボルトは雄弁家であり、作品にもその反映が見られる。彼が描く歴史的な情景描写は臨場感に溢れており、登場人物の台詞は平明かつ含蓄に富む。
（以下、年は上演年）

### 演劇
- The Critic and the Heart (1957)
- The Flowering Cherry (1957) - 邦題『花咲くチェリー』。社会から落伍し、かなわぬ昔日の夢にとりつかれた中年保険セールスマンを写実的に描き、出世作となった。1957年11月20日、ロンドンのヘイマーケット王立劇場で初演された。
- The Tiger and the Horse (1960)
- A Man for All Seasons (1960) - 邦題『すべての季節の男』。主人公のトマス・モア像、ブレヒトを思わせる演劇手法が評判を呼んだ[6]。ボルトの作品中、最もよく知られたものの一つである[4][6]。
- Gentle Jack (1963)
- The Thwarting of Baron Bolligrew (1965) - 邦題『ボリグルー男爵の裏をかく』。子供向けに書かれた劇[4]。
- Vivat! Vivat Regina! (1970) - 邦題『女王万歳』。エリザベス1世とスコットランド女王メアリの確執を描いた歴史劇。
- State of Revolution (1977) - ウラジーミル・レーニンを主人公とし、さらにその死後レフ・トロツキーがロシアを去った経緯を描いた。ボルトの作品中、最も野心的な傑作と考える者も多い[1]。

### 映画
- Lawrence of Arabia (1962) - 邦題『アラビアのロレンス』
- Doctor Zhivago (1965) - 邦題『ドクトル・ジバゴ』。
- A Man for All Seasons (1966) - 邦題『わが命つきるとも』。ボルト自らが『すべての季節の男』を脚色し、高い評価を得た[4]。1988年にはアメリカでテレビドラマとしてリメイクされた[7]。
- Ryan's Daughter (1970) - 邦題『ライアンの娘』。
- Lady Caroline Lamb (1972) - 邦題『レディ・カロライン』。
- The Mission (1986) - 邦題『ミッション』。

### 和訳書
- ロバート・ボルト『花咲くチェリー - ロバート・ボルト戯曲集』木村光一（訳）、小田島雄志（訳）、劇書房、1981年。 - 『すべての季節の男』も収録。
- ロバート・ボルト『ミッション』森村裕（訳）、ヘラルド・エンタープライズ、1987年。ISBN 978-4938386016。